# Península Courbet

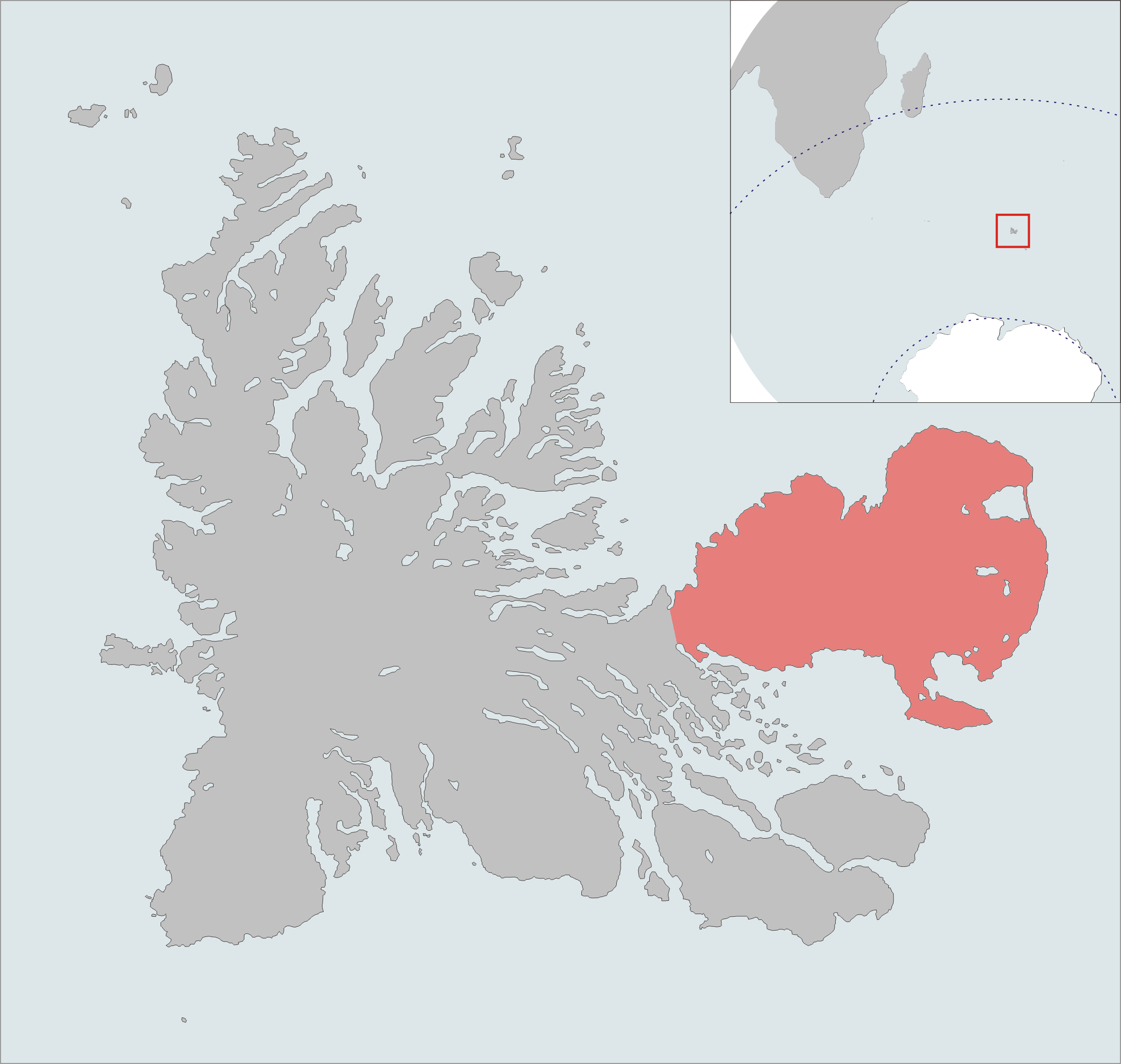
Situación de la península de Courbet, en las Islas Kerguelen.

La península Courbet es la mayor península del archipiélago de los Kerguelen. Forma el Noreste de la isla gran Tierra y acoge sobre su fachada Sur la principal estación del archipiélago, Port-aux-Français.

## Geografía

### Litoral
La fachada sur de la península Courbet está frente a la casi-isla Ronarc'h y delimita pues la parte norte del Golfo de Morbihan. Se accede por el este, vía un pasaje que se llama Pasaje Real y que prolonga la península hacia el sudeste, la casi-isla del Príncipe de Gales. La fachada norte de esta casi-isla resguarda una bahía mucho más pequeña que la precedente, bautizada bahía Noruega.
Más al norte, alargando la costa este de la península Courbet, y después de haber pasado el cabo Ratmanoff, que es el punto más oriental de la isla principal del archipiélago de los Kerguelen, se encuentra un lago costero en el cual desemboca el Río del Este, el lago Marville. Continuando hacia el norte, se alcanza luego el cabo Digby, que marca aproximadamente la punta noroeste de la península.
Más al oeste, sobre la fachada norte, el cabo Cotter constituye su punto más septentrional. La costa enfila hacia el suroeste una vez pasado este cabo y alcanza pronto una pequeña extensión de agua relativamente abierta sobre el océano, la Bahía Accesible. Más lejos, esta bahía delimita finalmente el sudeste de una bahía mucho más extensa, la Bahía de Hillsborough. Abrigo del islote Bellouard y sobre todo de la isla del Puerto, esta última está cerrada por la casi-isla Joffre al noroeste y por los contrafuertes del glaciar Ross al sudeste. Con la bahía Accesible, forma un vasto golfo llamado Golfo de los Balleneros.

### Interior
La mitad este de la península es relativamente plana y se caracteriza por altitudes que no sobresalen de   los 200 metros. Es remarcable de todas maneras un pico llamado Monte Campbell detrás del cabo Cotter.
La mitad occidental es mucho más accidentada y culmina a 979 metros de altura. Al pie de la cumbre se extiende del noroeste hacia el sudeste un pequeño valle llamado Val Studer en la prolongación del cual se encuentra Port-aux-Français.

## Demografía
Además de Port-aux-Français, la principal estación del archipiélago de los Kerguelen, la fachada sur de la península Courbet resguarda igualmente a Molloy, otro asentamiento costero de la Bahía de Morbihan que estuvo ocupado por científicos de manera permanente hasta los años 1980. En frente se encuentran tres islotes y un poco más al oeste una isla, la isla Elevada. Esta última ocupa el centro de un estrecho brazo de mar en el interior de la bahía principal formado por la península Courbet y la pequeña casi-isla de Gauss, alargamiento del Plateau Central  de la isla apuntando hacia el oeste.